# Zemský okres Groß-Gerau
Zemský okres Groß-Gerau (německy Landkreis Groß-Gerau) je okres v německé spolkové zemi Hesensko, ve vládním obvodu Darmstadt. Sídlem správy okresu je město Groß-Gerau. V roce 2014 zde žilo 260 793 obyvatel.

## Města a obce
| Města: 1. Gernsheim 2. Ginsheim-Gustavsburg 3. Groß-Gerau 4. Kelsterbach 5. Mörfelden-Walldorf 6. Raunheim 7. Riedstadt 8. Rüsselsheim am Main | Obce: 1. Biebesheim am Rhein 2. Bischofsheim 3. Büttelborn 4. Nauheim 5. Stockstadt am Rhein 6. Trebur |